# Michel Pansard

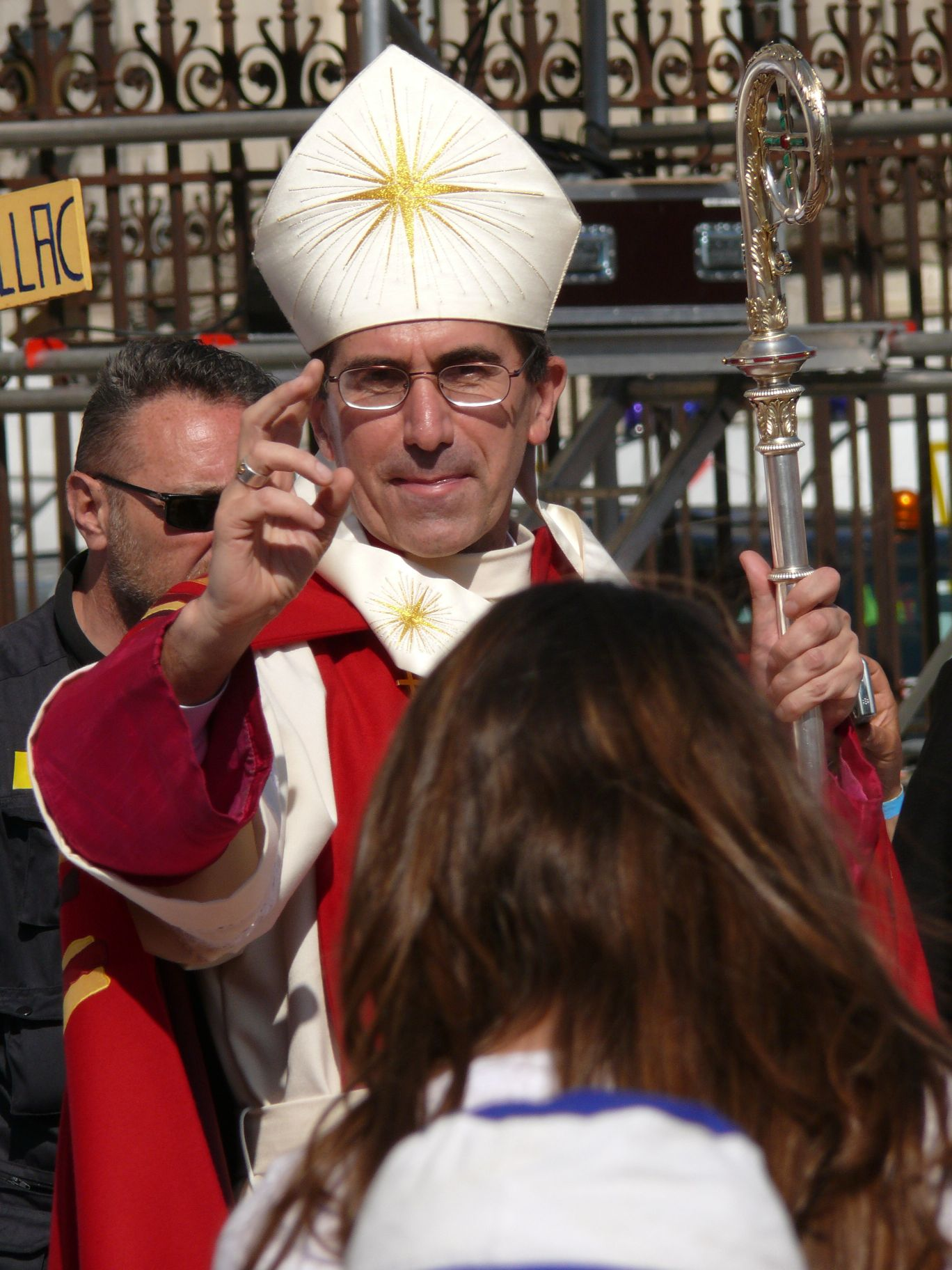
Bischof Michel Pansard (2017)

Wappen als Bischof von Chartres

Michel Armand Alexis Jean Pansard (* 16. Juli 1955 in Rennes) ist ein französischer Geistlicher und römisch-katholischer Bischof von Evry-Corbeil-Essonnes.

## Leben
Michel Pansard empfing am 19. Juni 1982 die Priesterweihe. Er war vor allem in der Priesterausbildung tätig.
Papst Benedikt XVI. ernannte ihn am 21. Dezember 2005 zum Bischof von Chartres. Der Erzbischof von Tours, Bernard-Nicolas Jean-Marie Aubertin OCist, spendete ihm am 5. Februar des nächsten Jahres in der gotischen Kathedrale von Chartres die Bischofsweihe; Mitkonsekratoren waren François Joseph Pierre Deniau, Bischof von Nevers, und Gérard Antoine Léopold Daucourt, Bischof von Nanterre.
Papst Franziskus ernannte ihn am 1. August 2017 zum Bischof von Evry-Corbeil-Essonnes. Die Amtseinführung fand am 1. Oktober desselben Jahres statt.